# Fotonásobič

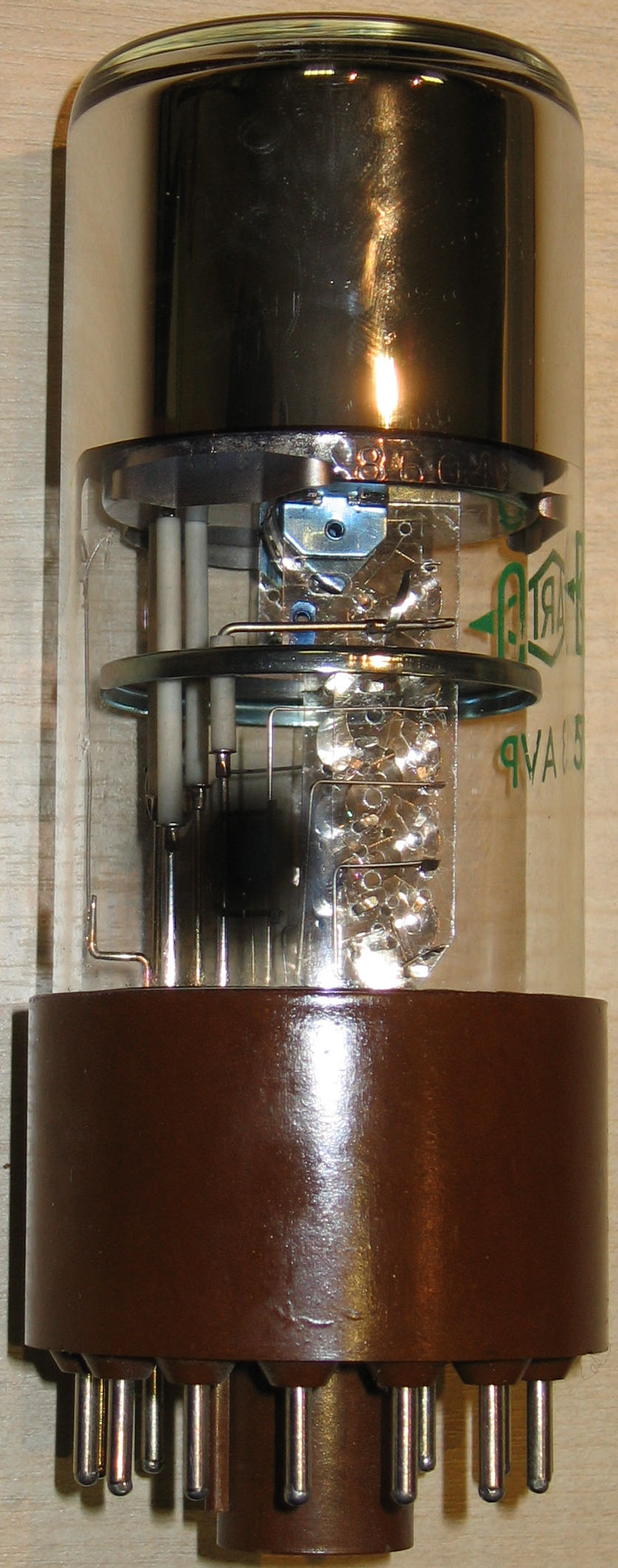
Fotonásobič

Fotonásobič (zkratka PMT = photomultiplier tube) je citlivý detektor schopný zachytit i velmi slabé optické signály.

## Princip
Fotony při dopadu na fotokatodu interagují s elektrony materiálu fotokatody. Dochází k fotoelektrickému jevu – k vyražení elektronů nad povrch katody. Elektrony jsou pak postupně urychlovány elektrickým napětím mezi jednotlivými elektrodami (tzv. dynodami). Dopad urychlených elektronů na dynodu vyvolává emisi většího počtu elektronů (tzv. sekundární emise), jejímž výsledkem je znásobení počtu elektronů, které jsou urychlovány směrem k další dynodě. Po sérii zesílení proud elektronů dopadá na anodu. Celkové zesílení může v některých případech dosáhnout až 108, což umožňuje pomocí fotonásobiče detekovat i jednotlivé fotony.

Schéma fungování fotonásobiče

Časové rozlišení dosažitelné pomocí fotonásobiče se pohybuje v řádu nanosekund. Je dáno především fluktuacemi dob průchodu elektronů od fotokatody k anodě. Závisí na typu dynod (materiálu, tvaru, uspořádání apod.) a také na napětí mezi fotokatodou a anodou. Jeho zvýšení způsobí rychlejší průchod elektronů fotonásobičem a tím i menší rozdíly mezi dobami průchodu jednotlivých elektronů.

## Použití
Fotonásobič se používá tehdy, když potřebujeme měřit velmi nízký světelný tok. Příkladem použití jsou
- scintilační detektory
- regulace jasu a expozice u některých rentgenových přístrojů
- citlivé měřiče osvětlení a světelného toku